# Alca grandis
Alca grandis är en utdöd fågel i familjen alkor inom ordningen vadarfåglar. Den beskrevs 1955 utifrån fossila lämningar från miocen funna i Florida, USA.